# Florencio Flores Aguilar
Florencio Flores Aguilar (24 de septiembre de 1933-Ciudad de Panamá, 28 de marzo de 2020) fue un militar panameño. Coronel de la Guardia Nacional de Panamá (1981-1982).

## Biografía
Ocupó el mando de coronel de la Guardia Nacional de Panamá desde julio de 1981, cuando falleció el General Omar Torrijos Herrera hasta marzo de 1982 cuando el Coronel Rubén Darío Paredes ejecutó un golpe en su contra.
Falleció el 28 de marzo de 2020 en el Hospital de Santa Fe en la Ciudad de Panamá donde estaba ingresado.